# Thomas Newcomen
Thomas Newcomen (Darthmouth, Egyesült Királyság, 1664. február 24. (keresztelés) – London, 1729. augusztus 5.), angol feltaláló, kovács, vízvezetékszerelő, bádogos, valamint laikus baptista prédikátor.

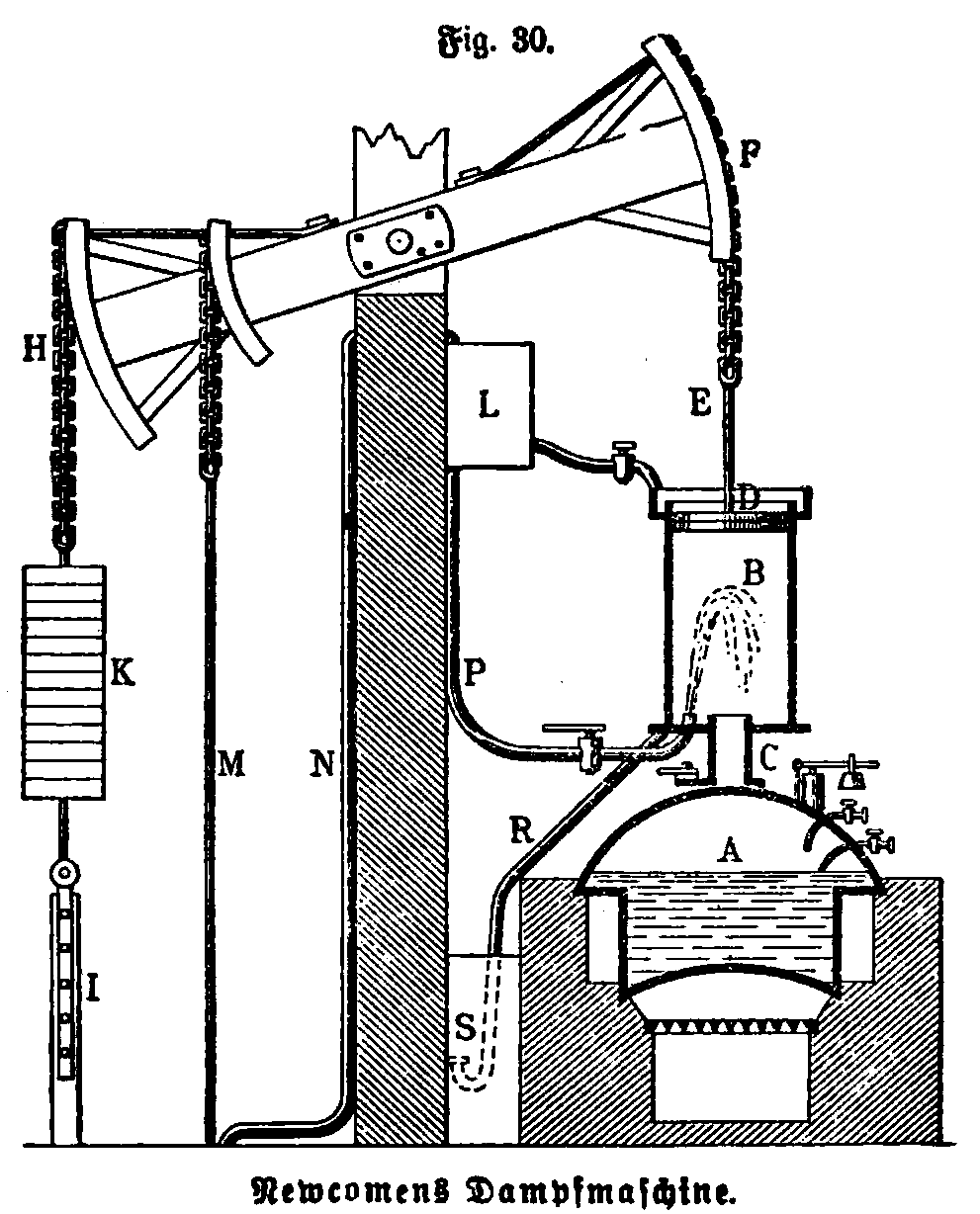
Newcomen gőzgépe

Angliában, a devonshirei Dartmouthban született, abban az országrészben, mely ismert volt számos ónbányájáról. Ezekben a bányákban a vízbetörés volt a fő probléma, mert meggátolta azt, hogy a bányákat egy határon túl mélyítsék. Newcomen gyakorlatilag használható gőzgépet készített, mely képes volt a vizet kiszivattyúzni. Következésképpen, gyakran mondják, hogy mint a gőzgép feltalálója, ő volt az ipari forradalom atyja.

## Az első gőzgépek
Newcomen 1712-ben fejlesztette ki a gőzgépet üzlettársával Thomas Saveryvel együtt. Savery egy 'tűzgép'-et javasolt, ami lényegében egy termikus szifon volt: egy üres tartály alkotta a szerkezetet, melyre egy cső volt szerelve, ami lenyúlt a bánya alján összegyűlő vízbe. A tartályba kisnyomású gőzt vezettek, melyet hideg víz befecskendezésével lecsapattak. A tartályban lecsökkenő nyomás miatt a bányavíz felemelkedett a tartályba, melyet később kiengedtek a szabadba. A 'tűzgép' nem volt nagyon hatékony és csak korlátozott mélységig volt használható.

Newcomen úgy gondolta, hogy mechanikus módszerrel kellene a kérdést megoldani. Olyan gépet konstruált, melynél egy nagy fából készült kétkarú emelő egy csapágy körül el tudott fordulni. Az emelő egyik oldalára lánc volt kötve, mely a bánya mélyén helyet foglaló szivattyú dugattyújához csatlakozott, míg a másik oldala egy dugattyúhoz volt kötve, ez egy hengerben tudott fel és alá mozogni. A felső végén a henger nyitott volt a külső atmoszféra felé. A henger külső átmérőjére nedves kenderkötél volt csavarva, mely primitív tömítésként szolgált.
A hengerbe a dugattyú alá egy kazánban fejlesztett gőzt vezettek, majd víz befecskendezésével ezt lecsapatták, mire az atmoszferikus nyomás, mely a dugattyú felső felületére hatott az alsó felületre ható vákuummal szemben lefelé mozdította el a dugattyút: ez volt a munkaütem. Ekkor megemelkedett a szivattyú dugattyúja és felnyomta a vizet. Ezután a kondenzátumot kiengedték, a szivattyú saját súlya alatt lefelé mozgott, majd újra gőz került a hengerbe és a folyamat megismétlődött.

## A szelepvezérlés automatizálása
Az első példányokban a szelepeket kézzel vezérelték, de ez túlságosan lassúvá tette a működést, úgyhogy a szelepeket később automatikusan az emelőről működtették. A közismert történet szerint 1713-ban egy Humphrey Potter nevű fiú, akinek a feladata volt nyitni és zárni a szelepeket a megfelelő időben alkalmas zsinórokkal automatizálta a szelepek vezérlését magáról az emelőről. Ezt az eszközt 1718-ban az a Henry Beighton egyszerűsítette, aki excenterek által vezérelt rudazatokat használt a szelepek nyitásához és zárásához.
1711-ben készítette el első kereskedelmi forgalomba került gőzgépét, mely 500 ló munkáját tette feleslegessé. 1712-ben Newcomen és John Calley elkészítette első gépét, mely egy vízzel elárasztott bányát néhány óra alatt víztelenített. Ez további egy éven keresztül a dudley-i Conygree szénbányában üzemelt. Működőképes másolata ma is látható a közeli Black Country Living Museumban. Ettől kezdve a vízveszélyes bányákból özönlöttek a megrendelések a gőzgépre, bár egyesek feltételezik, hogy ebben baptista kapcsolatainak is szerepe volt. Mivel Savery szabadalmának oltalma ideje még  nem járt le, megosztotta a szabadalmat vele tekintettel a vízbefecskendezés bevezetésére. [forrás?]
Találmányát először szénbányában hasznosították. A legtöbb gépet a környékén, West Countryban található ásványbányákban és a cornwalli ónbányákban szerelték fel. Haláláig több, mint 100 gőzgépet készített és helyezett üzembe. Gépeinek használata általánossá vált a szénbányászatban, és ezek a gépek üzemben is maradtak háromnegyed évszázadig. Még életben volt, amikor az atmoszferikus gőzgép mechanikai részleteit jelentősen megújította John Smeaton, aki 1770-től kezdve sok ilyen típusú gépet épített.

## Newcomen gőzgépének hátránya
Newcomen gépének legnagyobb hibája az volt, hogy igen drágán lehetett üzemeltetni. A vízbefecskendezéstől nemcsak a gőz csapódott le, hanem a henger fala is lehűlt, és amikor újabb töltet gőz jutott be, akkor annak egy része lekondenzálódott a henger falán. Így a tüzelőanyag egy része arra fordítódott, hogy újra és újra felmelegítse a hengert. Ez egy szénbányában mégsem jelentett túlságosan nagy hátrányt, mivel helyben volt az ingyen fűtőanyag. Próbálkozások voltak arra, hogy a Newcomen-gép alternáló mozgását forgássá alakítsák, de ez nem járt sikerrel, mert túlságosan lassú és szaggatott volt működése.

## A gőzgép elterjedése
Newcomen gépét csak James Watt új gépei váltották fel. (Wattot a Glasgow-i Egyetem felkérte, hogy javítsa meg a tulajdonában lévő Newcomen modellt) Watt különválasztotta a hengert és a kondenzátort, ami radikális hatásfokjavulást eredményezett, valamint sikeresen megoldotta a gőzgép dugattyúja mozgásának forgássá alakítását is.
Watt konstrukciója mégsem váltotta fel azonnal az atmoszferikus gőzgépet. Watt keményen védte szabadalmi jogait, minek következtében sokan megkísérelték kikerülni azt, hogy szabadalma után díjat fizessenek. Richard Arkwright például képes volt egy Newcomen gépet beszerezni abból a célból, hogy vizet szivattyúzzon egy vízkerék hajtására!
Amikor Watt szabadalma lejárt, az 1790-es évektől kiszorította Newcomen gépét. Valószínűleg az utolsó Newcomen-stílusú gép, mely eredeti helyén üzemel, Elsecarban van Dél-Yorkshire-ben.

## Fordítás
- Ez a szócikk részben vagy egészben  a   Thomas Newcomen című angol Wikipédia-szócikk ezen változatának fordításán alapul.  Az eredeti cikk szerkesztőit annak laptörténete sorolja fel. Ez a jelzés csupán a megfogalmazás eredetét és a szerzői jogokat jelzi, nem szolgál a cikkben szereplő információk forrásmegjelöléseként.